# 二副

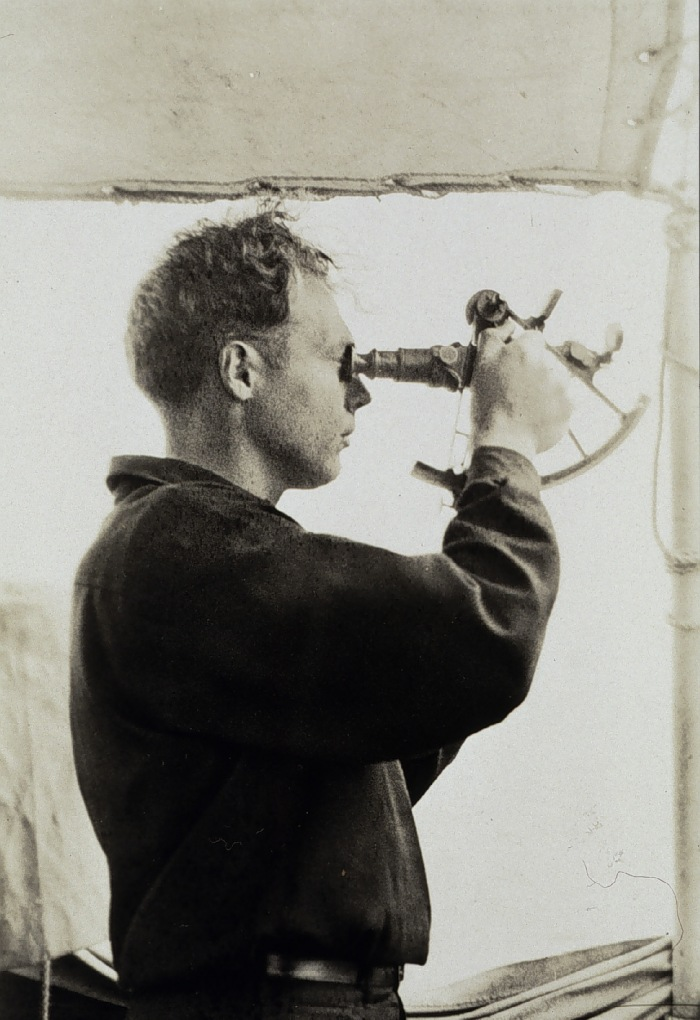
二副負責船舶航海儀器等航行設備之維護

二副（2nd Officer,  2/O或2nd Mate, 2/M）又稱資深船副（Senior Officer），为船副的一种，是屬於一船舶艙面（甲板）部門之高等海員（中華民國交通部正式名稱為甲級船員）。為一船舶之主管人員，並依據船長命令以及大副指示進行管理和值勤，負責航行當值、主管事務、督率有關海員等工作。

## 執業
須持有締約國（或船籍國）政府其符合依據聯合國國際海事組織之「1978年航海人員訓練、發證及航行當值標準國際公約及其修正案（STCW 1978，Standards of the Training, Certification and Watchkeeping for Seafarers,1978, As Amended）」附錄部分有關服務、年齡、健康狀況、培訓、資格、及考試之規定發給並持有適當之證書方能執業。